# Liste der Kulturdenkmale in Uichteritz
Die Liste der Kulturdenkmale in Uichteritz enthält die Kulturdenkmale des Landesamtes für Denkmalpflege und Archäologie in Sachsen-Anhalt in der Weißenfelser Ortschaft Uichteritz mit Ortsteil Lobitzsch und ist eine Teilliste der Liste der Kulturdenkmale in Weißenfels. Grundlage ist das Denkmalverzeichnis des Landes Sachsen-Anhalt, das auf Basis des Denkmalschutzgesetzes des Landes Sachsen-Anhalt, welches am 21. Oktober 1991 durch das Landesamt erstellt und seither laufend ergänzt wurde (Stand: 31. Dezember 2022).

## Legende
In den Spalten befinden sich folgende Informationen:
- Lage: Nennt den Straßennamen und wenn vorhanden die Hausnummer des Kulturdenkmals. Die Grundsortierung der Liste erfolgt nach dieser Adresse. Der Link „Karte“ führt zu verschiedenen Kartendarstellungen und nennt die geographischen Koordinaten.
Link zu einem Kartenansichtstool, um Koordinaten zu setzen. In der Kartenansicht sind Baudenkmale ohne Koordinaten mit einem roten bzw. orangen Marker dargestellt und können in der Karte gesetzt werden. Baudenkmale ohne Bild sind mit einem blauen bzw. roten Marker gekennzeichnet, Baudenkmale mit Bild mit einem grünen bzw. orangen Marker.
- Offizielle Bezeichnung: Nennt den Namen, die Bezeichnung oder zumindest die Art des Kulturdenkmals und verlinkt, soweit vorhanden, auf den Artikel zum Objekt.
- Beschreibung: Nennt bauliche und geschichtliche Einzelheiten des Kulturdenkmals, vorzugsweise die Denkmaleigenschaften.
- Erfassungsnummer: Für jedes Kulturdenkmal wird in Sachsen-Anhalt eine 20stellige Erfassungsnummer vergeben. Die letzten zwölf Ziffern werden für die Untergliederung nach Teilobjekten genutzt und werden nur angegeben, soweit vergeben. In dieser Spalte kann sich folgendes Icon  befinden, dies führt zu Angaben zu diesem Baudenkmal bei Wikidata.
- Ausweisungsart: Die Einordnung des Denkmales nach § 2 Abs. 2 DenkmSchG LSA
- Bild: Ein Bild des Denkmales, und gegebenenfalls einen Link zu weiteren Fotos des Kulturdenkmals im Medienarchiv Wikimedia Commons. Wenn man auf das Kamerasymbol klickt, können Fotos zu Kulturdenkmalen aus dieser Liste hochgeladen werden:

## Kulturdenkmale

### Uichteritz
| Lage                                                                                      | Bezeichnung               | Beschreibung                                  | Erfassungs- nummer | Ausweisungsart | Bild                  |
| ----------------------------------------------------------------------------------------- | ------------------------- | --------------------------------------------- | ------------------ | -------------- | --------------------- |
| Erdmann-Neumeister-Platz 1 (Karte)                                                        | Kirche                    |                                               | 094 15292          | Baudenkmal     | Weitere Bilder        |
| Erdmann-Neumeister-Platz 2 (Karte)                                                        | Dorfschule Uichteritz     | Schule                                        | 094 15297          | Baudenkmal     | Dorfschule Uichteritz |
| Findberg 13, 14, 23, 25, 27, 29 (Karte)                                                   | Häusergruppe              |                                               | 094 15302          | Denkmalbereich | BW                    |
| Friedhof (Karte)                                                                          | Kriegerdenkmal Uichteritz | Kriegerdenkmal, 2019 als Denkmal ausgewiesen. | 094 66239          |                | BW                    |
| Lobitzscher Straße 8, 10, 12, 14, 16, 18, 18a, 20, 21, 22, 24, 26, 28, 30, 32, 34 (Karte) | Straßenzug                |                                               | 094 15298          | Denkmalbereich | Straßenzug            |
| Markröhlitzer Straße 13 (Karte)                                                           | Pfarrhof                  |                                               | 094 15294          | Baudenkmal     | BW                    |
| Markröhlitzer Straße 15 (Karte)                                                           | Brauhaus                  |                                               | 094 15293          | Baudenkmal     | BW                    |
| Markröhlitzer Straße 2, 4, 6, 8, 10, 12, 14, 15 (Karte)                                   | Straßenzug                |                                               | 094 15295          | Denkmalbereich | BW                    |
| Mittelgasse 1, 2, 3, 4, 5, 6, 7, 8, 9, 13, 15, 19, 21 (Karte)                             | Straßenzug                |                                               | 094 15300          | Denkmalbereich | BW                    |
| Mühlgasse 2, 4 (Karte)                                                                    | Häusergruppe              |                                               | 094 15299          | Denkmalbereich | BW                    |
| Weißenfelser Landstraße 9 (Karte)                                                         | Bauernhof                 |                                               | 094 15301          | Baudenkmal     | BW                    |

### Lobitzsch
| Lage                                                           | Bezeichnung  | Beschreibung  | Erfassungs- nummer | Ausweisungsart | Bild         |
| -------------------------------------------------------------- | ------------ | ------------- | ------------------ | -------------- | ------------ |
| Kreuzung Gosecker Straße – Lobitzscher Hauptstraße (Karte)     | Gedenkstätte |               | 094 15288          | Baudenkmal     | Gedenkstätte |
| Am Igelsberg                                                   | Mühle        | Bockwindmühle | 094 15289          | Baudenkmal     |              |
| Gosecker Straße 4 (Karte)                                      | Schule       |               | 094 13088          | Baudenkmal     | BW           |
| Hauptstraße 11 (Karte)                                         | Bauernhof    |               | 094 15291          | Baudenkmal     | BW           |
| Zum Storchennest 8, 11, 13, 14, 16, 17, 21, 25, 27, 29 (Karte) | Straßenzug   |               | 094 15290          | Denkmalbereich | Straßenzug   |